# Baruch Spinoza

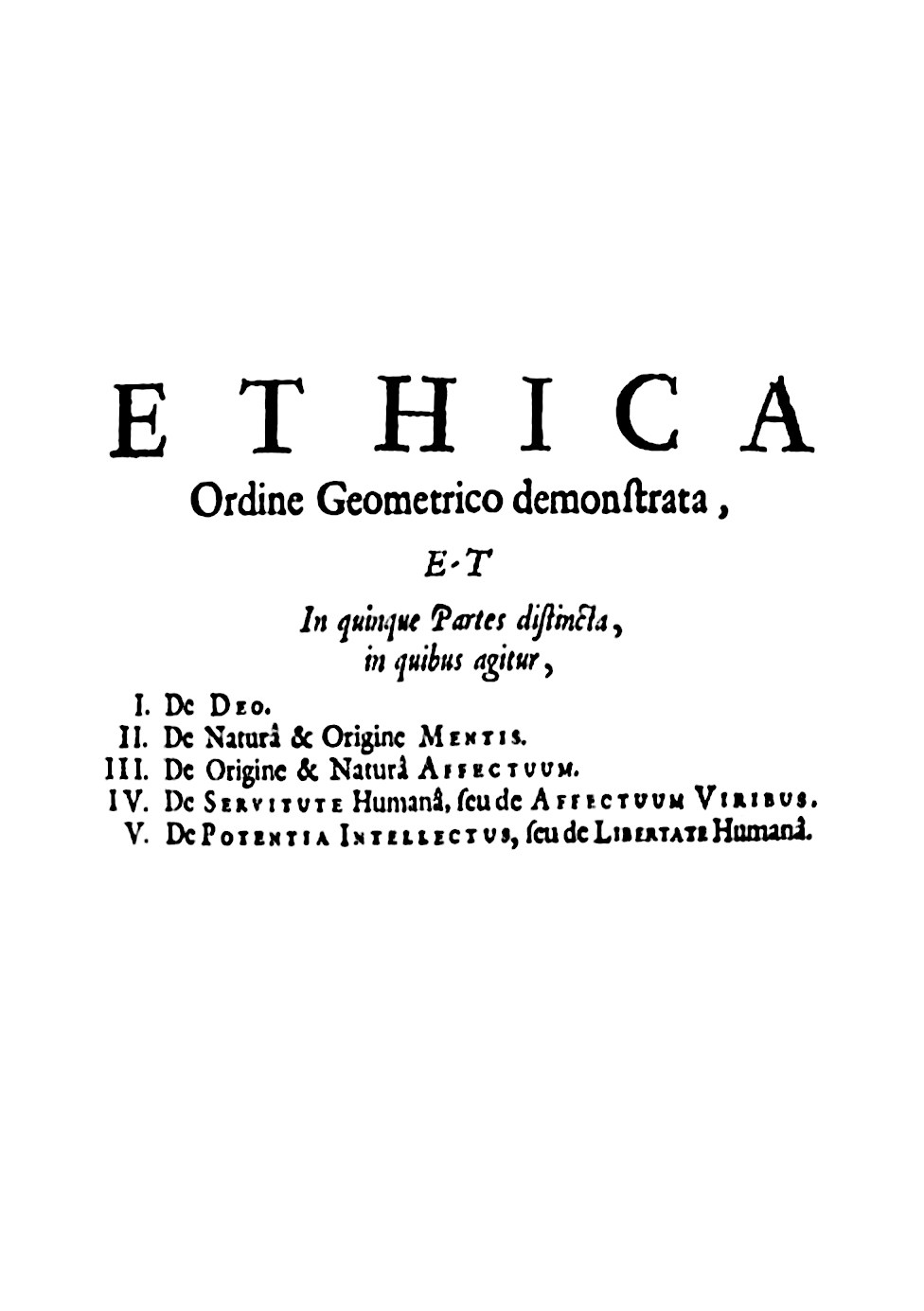
Spinoza főműve: ETHICA Ordine Geometrico demonstrata, ...

Benedictus (Baruch) Spinoza (Amszterdam, 1632. november 24. – Hága, 1677. február 21.) a felvilágosodás korának racionalista filozófusa, a panteizmus, illetve a korai materializmus képviselőjének is tekinthetjük.

## Élete
Amszterdamban született, Portugáliából kivándorolt marranó-zsidó családban. Anyanyelve a portugál volt. Ősei a portugál zsidók közösségéhez tartoztak, akik a portugál inkvizíció után telepedtek le Amszterdamban.
Valószínűleg az 1650-es évek első felében került kapcsolatba a mennonitákkal. A protestáns eszme megismerése után eltávolodott a zsidó közösségtől, akik kimondták rá az ún. „héremet”, „nagy átkot”, amely megtiltott mindenfajta érintkezést közte és a zsidóság többi tagja között. Mennonita körökbe járt, de soha nem keresztelték meg mint más mennonitákat és nem lett keresztény. Ma az első világi zsidók egyikeként tartják számon.
1656 és 1660 között egy kiugrott jezsuita, Franciscus van den Enden iskolájában latint, klasszikus irodalmat, államelméletet és karteziánus filozófiát tanult. Itt tanulta meg a lencsecsiszolást, mely később pénzkereső foglalkozásává vált.
1661-ben Rijnsburgba költözött, ahol tanítványainak megírta első értekezését Rövid tanulmány Istenről, az emberről és az ő boldogságáról címen. Ezt a művét fogalmazta át ugyanebben az évben a Tanulmány az értelem megjavításáról című művében. E két tanulmány célja a karteziánus filozófia alapjainak (Descartes: A filozófia alapelvei) megismertetése és vizsgálata. 1665-ben megírta fő művét, az Etikát.
Élete vége fele még megírta a Politikai tanulmányt, de nem fejezte be, csak töredékeket ismerünk belőle.
1673-ban I. Károly pfalzi választófejedelem felajánlotta neki a filozófia tanszékét a Heidelbergi Egyetemen, de ő elutasította az ajánlatot.
A lencsék csiszolásakor keletkezett por miatt szilikózisban megbetegedett, és 44 éves korában, 1677. február 21-én halt meg tüdőbetegségben.

## Munkássága
Spinozát nemcsak a filozófia és az államelmélet problémái foglalkoztatták, hanem a matematika és a fizika kérdései is. Írt a valószínűségszámításról és a szivárványról is.

## Filozófiája

### A szubsztancia
Fő műve, az Etika megírásakor Euklidesz axiomatikus tárgyalásmódját használja: minden fejezet definíciókból, tételekből és ezek bizonyításaiból áll. Egyrészt azt szeretné ezzel a módszerrel szemléltetni, hogy az egyszerű tételekből levezethetők a bonyolultabb, összetett elméletek, másrészt a korban szokás volt a szubjektivitástól oly módon mentesíteni a politikai témájú írásokat, hogy azokat a matematika tudományához hasonló objektív szigorúsággal fejtik ki.
Az Etika öt fejezetből áll: 1. Istenről, 2. A szellem eredetéről és természetéről, 3. A szenvedélyekről, 4. Az emberi szabadságról, 5. Az emberi szabadság és az ész hatalmáról.
Fontos, hogy Istennel kezdjük, mielőtt az emberhez érnénk, mert ha az Istenről alkotott ideánk hamis, akkor az emberről alkotott ideánk sem lehet helyes. Istent Spinoza úgy határozza meg, mint „az, aminek a fogalma nem szorul másik dolog fogalmára, hogy abból alkossuk meg”. Isten abszolút végtelen létező, semmi nem korlátozhatja őt és rajta kívül nem létezhet semmi. Ezek szerint minden, ami a természetben van, Isten attribútuma: „Minden, ami van, Istenben van”. Spinoza szerint ez nem panteizmus, hisz Isten nem azonos a természettel, hanem ő általa lett teremtve, és létében megőrizve.
A szubsztanciának két egyenrangú attribútuma van: a kiterjedés és a gondolkodás. Harmadik alapfogalma a modusz, az attribútumok állapota.
Istenfogalma azonos az újplatonikus istenfogalommal. Istenről semmiféle határozmány, különösen személyi tulajdonság nem állítható. Minden meghatározás tagadást zár magában (determinatio negatio est). Ez azonban Isten határtalanságával nem egyeztethető össze. Isten egyszersmind a természet is. Isten mint a dolgok immanens oka, a teremtô természet (natura naturans), a belôle létrejövô lények pedig a teremtett természet (natura naturata).
Az ember, mint véges létező testből és elméből áll. E kettő az Etika érvelése szerint ugyanazon dolog más módon való kifejeződései; ez utóbbi megállapításból pedig Leibniz, némileg megkérdőjelezhető módon, azt a következtetést vonta le, hogy Spinoza egyfajta "paralellizmusként" jellemzi test és lélek viszonyát. Ez a magyarázat arra, hogy ha a testünkkel történik valami, rögtön érzékeljük is.
Ismeretelméletének alapgondolata a lét és a gondolkodás egysége: „a képzetek rendje és kapcsolata ugyanaz, mint a dolgok rendje és kapcsolata”.
Spinoza a megismerés három formáját különböztette meg:
- Az imaginatio, amit bár képzeletnek kell fordítanunk, valójában lefedi a tapasztalat körét is. A mindennapi élethez nélkülözhetetlen megismerési mód.
- A racionális megismerési mód. E megismerési mód a tudományokra jellemző megismerés módja. Általános tételekből vezetjük le az újabb ismérveket, közös fogalmakból következtetve operál.
- Az intuitív megismerési mód. Az ész által feltárt ismeretekről belátja, hogy azok Isten szubsztanciájának kifejeződései.

Tanítása az újplatonizmus panteista változata, attól azonban abban különbözik, hogy – velük szemben – teljesen azonos értelemben állítja az anyagról, az életről, az érzékiségről, az értelemről és a végtelen értelemről hogy "van".

### A determinizmus
Spinoza világában a determinizmus uralkodik. Következik ez abból, hogy az ok azonosul az észokkal. "„Másként és más módon, mint Isten a dolgokat létrehozta, létre nem hozhatta azokat." Ebből következik, hogy "az akarat nem nevezhető szabadnak, hanem csupán szükségszerű oknak." "Innen következik, hogy az emberi lélek Isten végtelen értelmének része." Spinoza tehát nem különbözteti meg a ténylegességet és a szükségszerűséget, nem látja be, hogy bár szükségszerűségen alapul a ténylegesség, mégsem azonos vele. Spinoza filozófiai determinizmusára támaszkodott a 19. századi mechanikus determinizmus. A klasszikus törvények azonban nem determinálhatják a természet történéseit.

### Spinoza naturalizmusa
Mindezek ellenére a szabadságot és a szükségszerűséget nem tekinti egymást kizáró ellentétnek. 
"Szabadnak mondjuk azt a dolgot, amely kizárólag saját természetének szükségszerűsége folytán létezik, s amelyet csupán önmaga késztet cselekvésre: szükséges pedig, vagy inkább kényszerű az oly dolog, amelynek bizonyos és meghatározott módon való létezését és működését más valami határozza meg." Beszélhetünk-e akkor Spinozánál etikáról? Voltaképpen ugyanis nem etikát, hanem a szenvedélyek és indulatok fizikáját. Ha azonban minden szükségszerű, akkor miért avatkozunk be a dolgok menetébe? 
Naturalista államelméletének alapja a hatalom. "Mert bizonyos, hogy a természetnek önmagában tekintve teljes joga van mindahhoz, amit megtehet, azaz a természet joga addig terjed, ameddig a hatalma (...) S itt nem ismerek semmiféle különbséget emberek és a természet egyéb individuumai között." Az államnak az egyének szabadságát – tehát hatalmát – kell biztosítania. Államelméletében a szélsőséges individualizmus híve, jóllehet rendszerében nem fér el a szabadság és az egyén.
Spinoza nem materialista és nem idealista, hanem racionalista. Gondolkodása az emberi ész állandó és folytonos istenítése amit nem képes felfogni, annak a létét is tagadja. Mivel a véges, esetleges, egyedi létet sokkal nehezebb megérteni, mint az abszolút szükségképpeni létet, az ember hajlamos a véges, egyedi, nem szükségképpeni lét lehetőségének tagadására. Ez leginkább a hübrisz, értelmi dölyf, mely magán kívül nem hajlandó mást elismerni.

## Államelmélete
A Teológiai-politikai tanulmány című művében írja, hogy a gondolat- és szólásszabadság csak az állam kárára számolható fel. Az ember, annak érdekében, hogy az állam mint az emberi biztonság alapvető feltétele létrejöjjön, lemond természeti jogainak egy részéről, ám ez nem jelenti a mienket megillető jogok teljes feladását. A lehetséges legjobb államforma a demokrácia, mert ez közelíti meg leginkább a természeti állapotban élvezett szabadságot.
A Politikai tanulmány szerint az emberek túlnyomó többsége a szenvedélyek rabja, és nem az ész útmutatása szerint él. Így nem a demokrácia a helyes államforma, hanem a hatalom olyan mértékű elosztása, amely leginkább szolgálja a békét, az egyensúlyt. Erre a végkövetkeztetésre, valószínűleg a franciák és az angolok elleni holland háború miatt jutott.
E tanulmányt 1670-ben névtelenül jelentette meg, de hamar fény derült kilétére, és ettől a pillanattól vitairatok üldözésének tárgyává vált. Kikiáltották ateistának, ami igen nagy hatása volt későbbi munkásságára, ugyanis senki sem volt hajlandó megjelentetni műveit. Ti. ebben a korban az „ateizmus” azt jelentette, hogy az illető rosszul hisz az Istenben vagy rossz istenben hisz, nem azt, mint ma: hogy valaki nem hisz az isten(ek)ben. Amíg a katolikusok elégették a protestáns bibliákat, Kálvin pedig a katolikusokét, addig Spinoza könyveit minden felekezet elégette, még a zsidó is.

## Magyarul megjelent művei
- Tractatus theologico-politicus; ford., jegyz. Posch Árpád és Rencz János; Franklin, Bp., 1903 (Filozófiai írók tára)
- Spinoza ethikája; ford. Balogh Ármin, Alexander Bernát; Franklin, Bp., 1919 (Filozófiai írók tára)
- Spinoza levelei; ford., bev., jegyz. Posch Árpád; Franklin, Bp., 1926 (Filozófiai írók tára. Új sorozat)
- Spinoza. Szemelvények; vál., bev. C. Ionescu Gulian, ford. Kiss Géza; Állami Tudományos Kiadó, Bukarest, 1953
- Spinoza válogatott művei; vál., bev. Nádor György, ford. Szemere Samu; Művelt Nép, Bp., 1953 (Filozófiai kiskönyvtár)
- Teológiai-politikai tanulmány; ford. Szemere Samu, szerk., bev., jegyz. Nádor György; Akadémiai, Bp., 1953 (Filozófiai írók tára)
- Etika; ford. Szemere Samu, bev., jegyz. Nádor György; Akadémiai, Bp., 1953 (Filozófiai írók tára)
- Ifjúkori művek; ford. Szemere Samu, sajtó alá rend., bev., jegyz. Nádor György; Akadémiai, Bp., 1956 (Filozófiai írók tára)
- Politikai tanulmány Tractatus politicus és levelezés Epistolae doctorum quorundarum et auctoris responsionis . Maximilien Lucas és Johannes Colerus Spinoza-életrajzaival; ford. Szemere Samu, sajtó alá rend., bev., jegyz. Nádor György; Akadémiai, Bp., 1957 (Filozófiai írók tára)
- Spinoza műhelyében. Szemelvények; összeáll., bev., jegyz. Nádor György, ford. Nádor György, Szemere Samu; Gondolat, Bp., 1963 (Európai antológia. Németalföldi forradalom)
- Etika; utószó Heller Ágnes, jegyz. Simon Endre, ford. Szemere Samu; Gondolat, Bp., 1979 (Etikai gondolkodók)
- Etika; ford. Szemere Samu, átdolg., bev., utószó, jegyz., mutató Boros Gábor; Osiris, Bp., 1997 (Sapientia humana)
- Teológiai-politikai tanulmány; ford. Szemere Samu, átdolg. Boros Gábor, Szalai Judit, bev., utószó, jegyz. Boros Gábor, Szalai Judit, Visi Tamás; Osiris, Bp., 2002 (Sapientia humana)

### Egyéb
- Spinoza élete és szelleme, avagy Értekezés a három imposztorról; ford., utószó Balázs Péter; SZTE, Szeged, 2005 (Fiatal filológusok füzetei. Korai újkor)

## Bibliográfia
- Boros Gábor: Spinoza és a filozófiai etika problémája, Atlantisz Könyvkiadó, Budapest, 1997 (Mesteriskola) ISBN 963 7978 78 x
- Bibliai Kislexikon, Kossuth Könyvkiadó, 1978
- Gecse Gusztáv: Vallástörténeti kislexikon. 5. bőv. kiadás. Budapest: Kossuth. 1983. ISBN 963-09-2218-5
- Ráth-Végh István: A könyv komédiája, V., bővített kiadás, Gondolat Kiadó, Budapest, 1982
- Renan Ernő: Spinoza. Emlékbeszéd; ford. Edelspacher Antal; Pfeifer, Bp., 1878
- Faragó János: Spinoza élete és ethikája; Sződi Ny., Karcag, 1895
- Róth Sándor: Spinoza, mint politikai író. Politikai tanulmány; Pallas Ny., Bp., 1908
- Alexander Bernát: Spinoza; Globus Ny., Bp., 1924 (Népszerű zsidó könyvtár)
- Nagy Lajos: Spinoza Benedek élete és bölcselete; Bertók, Debrecen, 1934 (Theologiai tanulmányok)
- Lakatos Imre: Spinoza; Grafika Ny., Nagyvárad, 1942? (Örök betűk)
- Spinoza műhelyében. Szemelvények; összeáll., bev., jegyz. Nádor György, ford. Nádor György és Szemere Samu; Gondolat, Bp., 1963 (Európai antológia. Németalföldi forradalom)
- V. V. Szokolov: Spinoza filozófiája és a jelenkor;ford. Láng Rózsa; Gondolat, Bp., 1981
- Theun de Vries: Spinoza; ford. Várady-Brenner Mária; Európa, Bp., 1987 (Mérleg)
- Spinoza-tanulmányok; szerk. Boros Gábor; Áron, Bp., 1994 (Tények és érvek)
- Gilles Deleuze: Spinoza és a kifejezés problémája; ford. Moldvay Tamás; Osiris, Bp., 2000 (Horror metaphysicae)
- Individuum, közösség és jog Spinoza filozófiájában; szerk. Boros Gábor; Áron, Bp., 2000
- François Zourabichvili: Spinoza. A gondolkodás fizikája; ford. Moldvay Tamás; Göncöl, Bp., 2010
- Staller Tamás: Baruch vs. Benedictus. A Spinoza-jelenség; Logos, Bp., 2008 (Historia diaspora)